# Зембицкое княжество
Зембицкое княжество или Герцогство Мюнстерберг (пол. Księstwo Ziębickie, чеш. Minstrberské knížectví), (нем. Herzogtum Münsterberg) — княжество в Нижней Силезии со столицей в городе Зембице (сейчас принадлежит Польше, немецкое название Мюнстерберг, чешское название Минстерберк).
Княжество возникло в 1322 году при разделе наследства сыновьями князя Болеслава I Сурового. Первым зембицким князем стал Болеслав II, который в 1336 году принёс вассальную присягу чешскому королю. Потомки Болеслава II правили княжеством до 1428 года.
После пресечения зембицкой линии Силезских Пястов княжество вошло в состав земель Чешского королевства. В 1429 году чешский король Сигизмунд Люксембургский передал его в залог пану Путе III из Частоловиц.
После смерти Путы в 1435 году имущественные права залога на княжество перешли к его вдове Анне из Кольдиц. В том же году зембицкие земские сословия провозгласили зембицкой княгиней Евфимию, дочь князя Болеслава III, с чем не согласилась Анна из Кольдиц. В 1440 году она продала залоговые права на княжество своему второму мужу Гинеку Крушине из Лихтенбурка. Противостояние двух сторон, в ходе которого Гинек Крушина в 1442 году для устрашения оппозиции даже сжёг цистерцианский монастырь в Генрикове, продолжалось до 1443 года.
В 1443 году был достигнут компромисс: зембицким князем стал Вилем Опавский, представитель силезской линии династии Пршемысловичей, который одновременно являлся внуком Болеслава III Зембицкого (по своей матери Катарине Зембицкой) и зятем Путы III из Частоловиц (по своей жене Саломее из Частоловиц). Уже в следующем году Вилему удалось урегулировать имущественный спор с Гинеком Крушиной из Лихтенбурка и стать полноправным правителем княжества. Наследник Вилема, его брат Эрнст (Арношт) в 1456 году продал Зембицкое княжество пану Йиржи из Подебрад.
Паны из Подебрад владели Зембицким княжеством до 1542 года, когда внуки Йиржи из Подебрад продали княжество своему дяде, князю Фридриху II Легницкому, после смерти которого в 1547 году оно снова отошло Чешской короне. В 1552 году король Фердинанд I передал княжество своей политической противнице Изабелле Ягеллонке, дочери польского короля Сигизмунда I и вдове короля Венгрии Яноша Заполяи. До своей смерти в 1559 году Изабелла оставалась номинальной княгиней Зембицкой, ни разу не побывав в своем владении.
После смерти Изабеллы Зембицкое княжество было возвращено Иоганну Мюнстербергскому, единственному оставшемуся в живых из внуков короля Йиржи из Подебрад, продавших княжество в 1542 году. После смерти его бездетного сына Карла Криштофа в 1569 году княжество снова стало частью Чешского королевства.
Почти век спустя, в 1654 году король Фердинанд III пожаловал княжество в наследственное владение роду Ауэршпергов. В 1742 году территория Зембицкого княжества, как и почти вся Силезия, была занята войсками Пруссии, но князья Ауэршперг сохранили свой трон, практически номинально. В 1791 году князь Карл Йозеф Антон фон Ауэршперг продал все права на княжество за 450 000 флоринов  королевству Пруссия.

## Князья Зембицкие
| # | Портрет | Имя (годы жизни)                                                   | Родители                                                                | Годы правления      | Примечания |
| --- | ------- | ------------------------------------------------------------------ | ----------------------------------------------------------------------- | ------------------- | --- |
| 1 |         | Болеслав II Зембицкий (1300 — 11 июня 1341)                        | Болеслав I Суровый Беатриса Бранденбургская                             | 1322-1341           | князь Львувецкий (с 1301 по 1312 год), князь Яворский (с 1301 по 1312 год), князь Свидницкий (с 1301 по 1322 год)                                                                                            |
| 2 |         | Николай Малый (1322/1327 — 23 апреля 1358)                         | Болеслав II Зембицкий Гута                                              | 1341-1358           | |
| 3 |         | Болеслав III Зембицкий (1344/1348 — 13 июня 1410)                  | Николай Малый Агнешка из Лихтенбурка                                    | 1358-1410           | |
| 4 |         | Генрих I Зембицкий (1346/1350 — ок. 1366)                          | Николай Малый Агнешка из Лихтенбурка                                    | 1358-ок.1366        | |
| 5 |         | Ян Зембицкий (ок.1380 — 27 декабря 1428)                           | Болеслав III Зембицкий Евфимия Бытомская                                | 1410-1428           | |
| 6 |         | Генрих II Зембицкий (ок.1396 — 11 марта 1420)                      | Болеслав III Зембицкий Евфимия Бытомская                                | 1410-1420           | |
| В 1428 году вошло в состав земель Чешской короны; в 1429 году передано в залог чешскому магнату Путе III из Частоловиц. После смерти Путы III в 1435-1443 году его наследники оспаривали право на Зембицкое княжество у княгини Евфимии Зембицкой |         |                                                                    |                                                                         |                     | |
| 7 |         | Евфимия Зембицкая (ок.1385 — 17 ноября 1447)                       | Болеслав III Зембицкий Евфимия Бытомская                                | 1435-1443           | оспаривалось вдовой Путы III из Чатоловиц Анной из Кольдиц,а затем ее вторым мужем Гинеком Крушиной из Лихтенбурка                                                                                           |
| 8 |         | Вилем Опавский (ок.1410 — 15 августа 1452)                         | Пржемысл I Опавский Катарина Зембицкая                                  | 1443-1452           | князь Опавский (с 1433 по 1452 год) |
| 9 |         | Эрнест Опавский (ок.1415 — 1464)                                   | Пржемысл I Опавский Катарина Зембицкая                                  | 1452-1456           | князь Опавский (с 1433 по 1452 год) |
| 10 |         | Йиржи из Подебрад (23 апреля 1420 — 22 марта 1471)                 | Викторин Бочек из Подебрад Анна из Вартенберга                          | 1456-1462           | король Чехии (с 1458 по 1471 год), князь Опавский (с 1456 по 1465 год) |
| 11 |         | Викторин из Подебрад (11 июля 1443 — 30 сентября 1500)             | Йиржи из Подебрад Кунгута из Штернберка                                 | 1462-1472           | князь Опавский (с 1465 по 1485 год) |
| 12 |         | Йиндржих I из Подебрад (15 мая 1448 — 24 июня 1498)                | Йиржи из Подебрад Кунгута из Штернберка                                 | 1462-1498           | князь Опавский (с 1465 по 1472 год), князь Олесницкий (с 1495 по 1498 год), князь Волувский (с 1495 по 1498 год)                                                                                             |
| 13 |         | Гинек из Подебрад (17 мая 1452 — 11 июля 1492)                     | Йиржи из Подебрад Йогана из Рожмиталя                                   | 1462-1472           | князь Опавский (с 1465 по 1472 год) |
| 14 |         | Альбрехт I Мюнстербергский (3 августа 1468 — 12 июля 1511)         | Йиндржих I из Подебрад Урсула Бранденбургская                           | 1498-1511           | князь Олесницкий (с 1498 по 1511 год), князь Волувский (с 1498 по 1511 год) |
| 15 |         | Георг I Мюнстербергский (2 октября 1470 — 10 ноября 1502)          | Йиндржих I из Подебрад Урсула Бранденбургская                           | 1498-1502           | князь Волувский (с 1498 по 1502 год), князь Олесницкий (с 1498 по 1502 год) |
| 16 |         | Карл I Мюнстербергский (4 мая 1476 — 31 мая 1536)                  | Йиндржих I из Подебрад Урсула Бранденбургская                           | 1498-1536           | князь Волувский (с 1498 по 1517 год), князь Олесницкий (с 1498 по 1536 год) |
| 17 |         | Иоахим Мюнстербергский (18 января 1503 — 27 декабря 1562)          | Карл I Мюнстербергский Анна Жаганьская                                  | 1536-1542           | князь Олесницкий (с 1536 по 1542 год), князь-епископ Бранденбургский (с 1545 по 1560 год) |
| 18 |         | Генрих II Мюнстербергский (29 марта 1507 — 2 августа 1548)         | Карл I Мюнстербергский Анна Жаганьская                                  | 1536-1542           | князь Олесницкий (с 1536 по 1542 год), князь Берутувский (с 1542 по 1548 год) |
| 19 |         | Иоганн Мюнстербергский (4 ноября 1509 — 28 февраля 1565)           | Карл I Мюнстербергский Анна Жаганьская                                  | 1536-1542 1559-1565 | князь Олесницкий (с 1536 по 1565 год), князь Берутувский (с 1548 по 1565 год) |
| 20 |         | Георг II Мюнстербергский (30 апреля 1512 — 13 января 1553)         | Карл I Мюнстербергский Анна Жаганьская                                  | 1536-1542           | князь Олесницкий (с 1536 по 1553 год) |
| 21 |         | Фридрих II Легницкий (12 февраля 1480 — 17 ноября 1547)            | Фридрих I Легницкий Людмила из Подебрад                                 | 1542-1547           | князь Легницкий (с 1488 по 1547 год), князь Бжегский (с 1503 по 1505 и с 1521 по 1547 год), князь Волувский (с 1523 по 1547 год), князь Хойнувский (с 1488 по 1547 год), князь Олавский (с 1503 по 1547 год) |
| В 1547 году вошло в состав земель Чешской короны |         |                                                                    |                                                                         |                     | |
| 22 |         | Изабелла Ягеллонка (18 января 1519 — 15 сентября 1559)             | Сигизмунд I Старый Бона Сфорца                                          | 1552-1559           | королева-консорт Венгрии (с 1539 по 1540 год) |
| 23 |         | Карл Криштоф Мюнстербергский (22 мая 1545 — 17 марта 1569)         | Иоганн Мюнстербергский Кристина Катарина Шидловецкая                    | 1565-1569           | князь Олесницкий (с 1565 по 1568 год) |
| В 1569 году вошло в состав земель Чешской короны |         |                                                                    |                                                                         |                     | |
| 24 |         | Йоханн Вейкхард фон Ауэршперг (11 марта 1615 — 11 ноября 1677)     | Дитрих II фон Ауэршперг Сидония Галлер фон Галленштайн                  | 1654-1677           | |
| 25 |         | Йоханн Фердинанд фон Ауэршперг (29 сентября 1655 — 6 августа 1705) | Йоханн Вейкхард фон Ауэршперг Мария Катарина фон Лозенштейн             | 1677-1705           | |
| 26 |         | Франц Карл фон Ауэршперг (22 ноября 1660 — 6 ноября 1713)          | Йоханн Вейкхард фон Ауэршперг Мария Катарина фон Лозенштейн             | 1705-1713           | |
| 27 |         | Генрих Йозеф Йоханн фон Ауэршперг (24 июня 1697 — 9 февраля 1783)  | Франц Карл фон Ауэршперг Мария Тереза фон Раппах                        | 1713-1783           | |
| 28 |         | Карл Йозеф Антон фон Ауэршперг (17 февраля 1720 — 2 октября 1800)  | Генрих Йозеф Йоханн фон Ауэршперг Мария Доминика фон унд цу Лихтенштейн | 1783-1791           | |
| В 1791 году вошло в состав земель Королевства Пруссия |         |                                                                    |                                                                         |                     | |